# 圣米格尔-德阿沃纳
圣米格尔-德阿沃纳（西班牙語：San Miguel de Abona），是西班牙加那利群岛圣克鲁斯-德特内里费省的一个市镇，位于特内里费岛的南部。总面积约42平方公里，总人口19672人（2018年），人口密度470人/平方公里。

## 人口
| 圣米格尔-德阿沃纳      |
|                        |
| 来源：加那利群岛统计局 |

## 图集

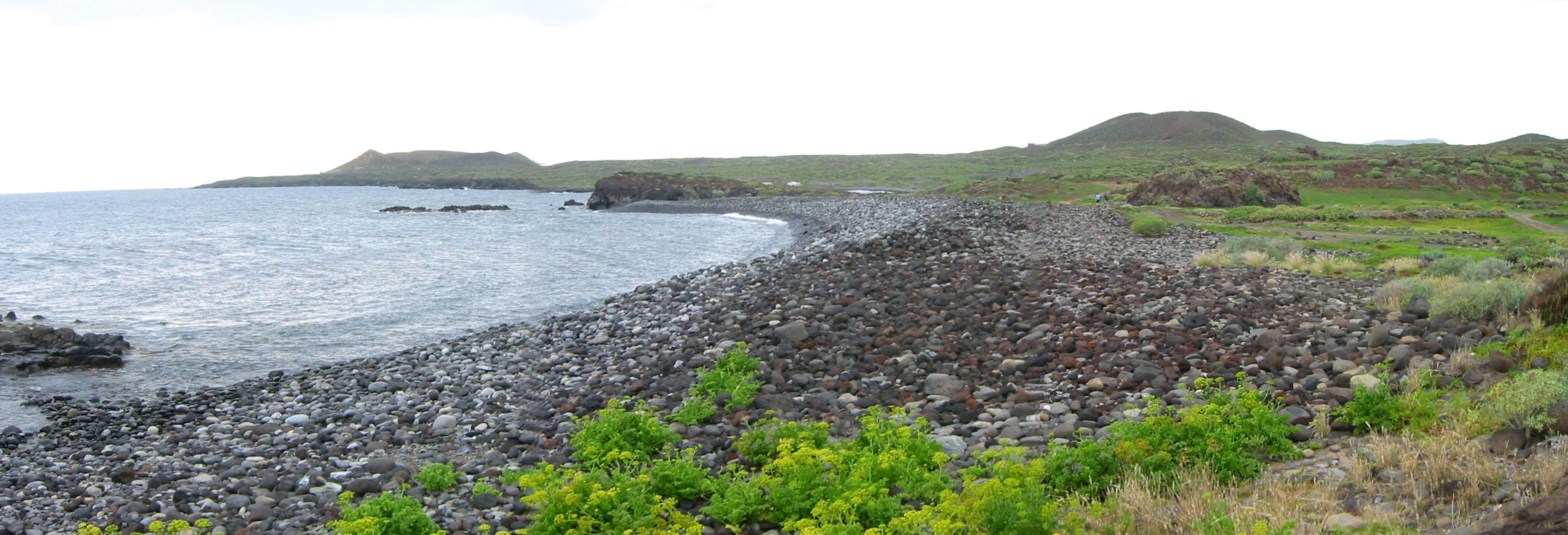
海岸
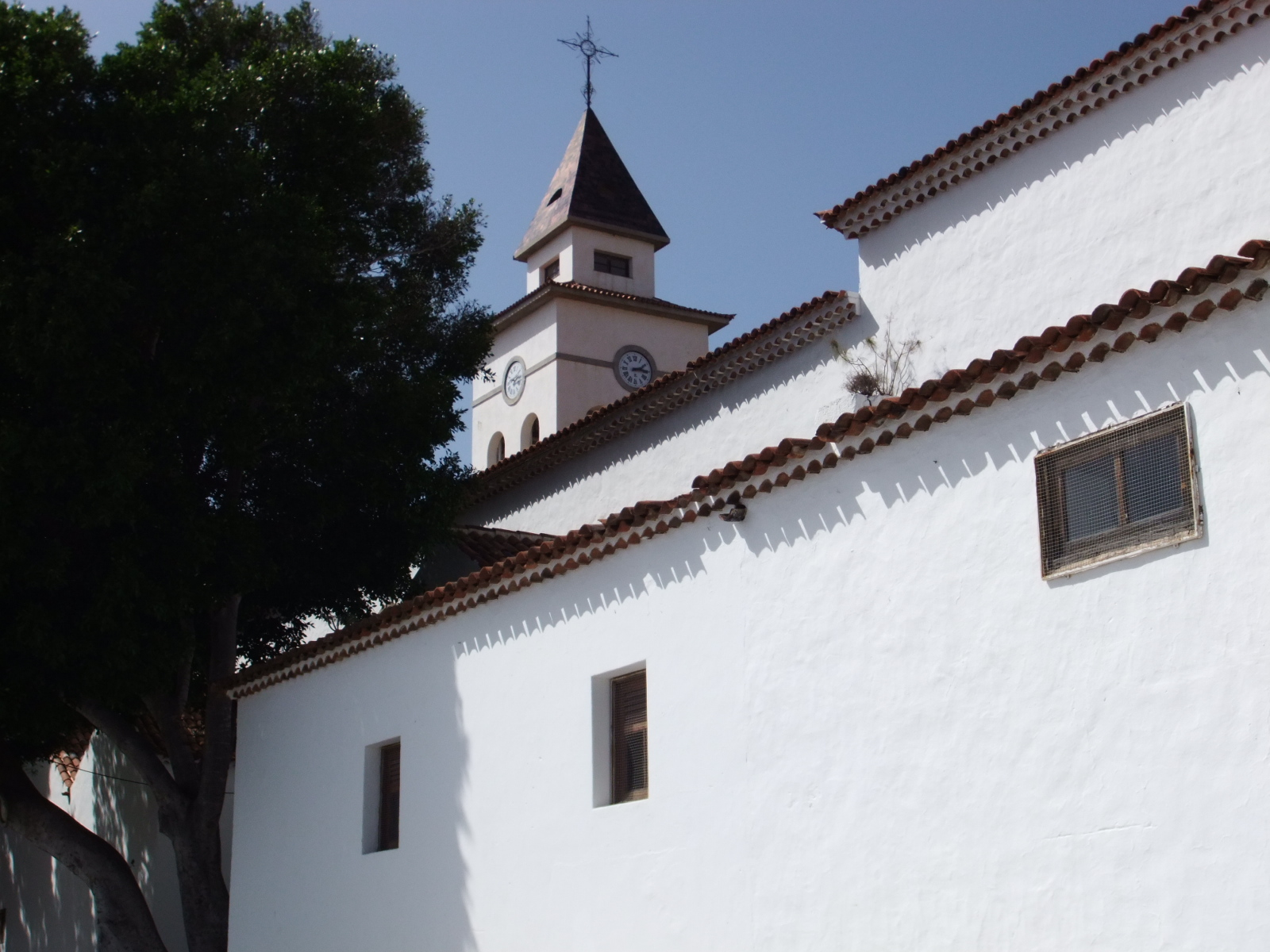
教堂
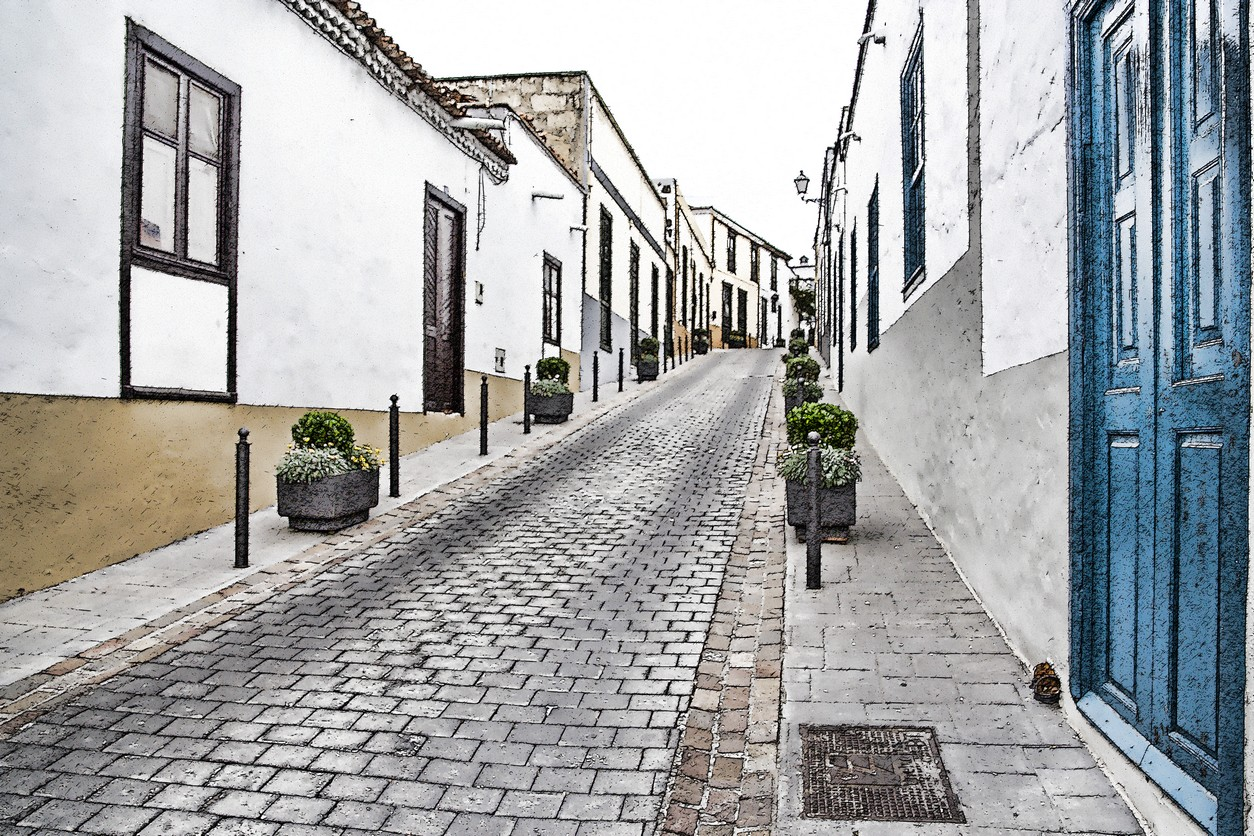
街道